# Claudia Kern
Claudia Kern (* 17. Oktober 1967 in Gummersbach) ist eine deutsche Science-Fiction-, Horror- und Fantasy-Autorin, die auch als Englisch-Deutsch-Übersetzerin arbeitet.

## Karriere
In der Phantastik-Szene wurde Kern 1999 bekannt, als sie als Co-Autorin zur Bastei-Serie Professor Zamorra stieß. Wenig später folgten im gleichen Verlag Romane zur Endzeitserie Maddrax. Außerdem schrieb Claudia Kern Romane für Deutschlands langlebigste Science-Fiction-Reihe Perry Rhodan und für deren Ablegerserie Atlan. 2006 begann sie mit der Arbeit an der Fantasy-Trilogie Der verwaiste Thron, deren erster Band Sturm im August 2008 bei Blanvalet erschienen ist. In dem deutschen Science-Fiction-Magazin Space View erschien von 1999 bis zur Einstellung des Magazins 2011 eine regelmäßige Kolumne von Claudia Kern. Diese Kolumne, die „Kernspaltereien“, führt sie seit 2012 im Magazin Geek! fort.
Als Übersetzerin arbeitet sie hauptsächlich für Panini. Zu ihren Übersetzungen zählen Bücher zu Computerspielen wie Warcraft und Halo, sowie zur Fernsehserie Battlestar Galactica und Comics zum Kinofilm Indiana Jones und das Königreich des Kristallschädels und der Fernsehserie Buffy – Im Bann der Dämonen.
Ihr erster selbstgeschriebener Roman ist Anno 1701: Kampf um Roderrenge. Er sollte der erste Roman zu einer Buchreihe sein, ein zweiter Band erschien jedoch nicht.
Im Jahr 2008 erschien der erste Band einer Trilogie, der Roman Sturm: Der verwaiste Thron, 2009 Band 2 Verrat: Der verwaiste Thron und im August 2009 der dritte Teil Rache: Der verwaiste Thron.
Im Computerspielbereich entwarf Claudia Kern unter anderem die Story zur Weltraumsimulation Darkstar One und war auch an der Entwicklung des Adventures Geheimakte 2: Puritas Cordis beteiligt.
Seit Juli 2013 erscheint im Rohde Verlag die von ihr konzipierte und verfasste Fortsetzungsserie Homo Sapiens 404. Die Serie war zunächst ausschließlich digital, für E-Book-Reader konzipiert, seit Februar 2015 sind jedoch gedruckte Sammelbände erhältlich.
In ihrer Freizeit arbeitet Kern auf der Fedcon und der Ring*Con.

## Werke

### Sachbücher
- Stargate : der inoffizielle Führer durch neue „alte“ Welten (gemeinsam mit Christian Lukas), Heyne Verlag 1999, ISBN 3-453-15404-5
- Das große Handbuch der Dämonen & Vampire : aufgezeichnet vom Wächter, kommentiert von Buffy und Spike, Heel Verlag 2003, ISBN 3-89880-164-0
- Vampire, Monster, Bestien : das Handbuch für Dämonenjäger, Heel Verlag 2004, ISBN 3-89880-372-4

### Romane
- Hagar Qim (gemeinsam mit Werner K. Giesa), Heel Verlag 1997, ISBN 3-89365-598-0
- Anno 1701: Kampf um Roderrenge, Panini 2007, ISBN 3-8332-1575-5
- S.T.A.L.K.E.R. – Shadow of Chernobyl: Todeszone (gemeinsam mit Bernd Frenz), Panini Verlag 2008, ISBN 3-8332-1310-8
- Im Reich des Priesterkönigs, Elfenzeit Band 13, RM-Buch-und-Medien-Vertrieb 2009
- Pestmasken, Weltbild 2012, ISBN 978-3-86365-117-6
- Divided States of America,  Cross Cult Amigo Grafik 2017, ISBN 978-3-95981-499-7

#### Der Verwaiste Thron
- Sturm: Der verwaiste Thron, Band 1, Blanvalet 2008, ISBN 978-3-442-24420-1
- Verrat: Der verwaiste Thron, Band 2, Blanvalet 2009, ISBN 978-3-442-24421-8
- Rache: Der verwaiste Thron, Band 3, Blanvalet 2009, ISBN 978-3-442-24422-5

### E-Book
- Homo Sapiens 404 Sammelband 1: Die Verlorenen, Cross Cult Amigo Grafik, 2015, ISBN 978-3-86425-449-9

### Heftromane
Professor Zamorra
- #642: Voodoo-Man (als Robert Lamont), Bastei Verlag 1999
- #645: Die ewig Böse (als Robert Lamont), Bastei Verlag 1999
- #649: Killer-Vampire (als Robert Lamont), Bastei Verlag 1999
- #660: Gefangene der Zeit (als Robert Lamont), Bastei Verlag 1999
- #664: Der Vampir von Denver (als Robert Lamont), Bastei Verlag 1999
- #671: Der vergessene Gott (als Robert Lamont), Bastei Verlag 2000
- #674: Der Wald des Teufels (als Robert Lamont), Bastei Verlag 2000
- #679: Der Schrecken von Botany Bay (als Robert Lamont), Bastei Verlag 2000
- #683: Monster aus dem Schlaf (als Robert Lamont), Bastei Verlag 2000
- #688: Das Hohe Volk (als Robert Lamont), Bastei Verlag 2000
- #690: Rückkehr zur Zentaurenwelt (als Robert Lamont), Bastei Verlag 2000
- #699: Schule des Satans (als Robert Lamont), Bastei Verlag 2001
- #701: Duell der Amulette, Bastei Verlag 2001
- #707: Im Schatten des Vampirs, Bastei Verlag 2001
- #711: Die Nacht der Wölfe, Bastei Verlag 2001
- #714: Attacke der Doppelgänger, Bastei Verlag 2001
- #720: Teufelsnächte, Bastei Verlag 2001
- #724: Vampirträume, Bastei Verlag 2002

Perry Rhodan
- #2132: Der Saltansprecher. Pabel-Moewig Verlag 2002
- #2192: Wider den Seelenvampir. Pabel-Moewig Verlag 2003
- #2204: Planet der Mythen. Pabel-Moewig Verlag 2003

Atlan
- Centauri #2: Akanaras Fluch. Pabel-Moewig Verlag 2003

Schattenreich
- #01: Der dunkle Feind, Bastei Verlag 2004

## Auszeichnungen
- 2018: Kurd-Laßwitz-Preis, Kategorie Beste Übersetzung, für die Übertragung von Dunkelheit und Licht von Connie Willis